# Home Arts and Industries Association
La Home Arts and Industries Association fue una asociación artística británica, que formó parte del Movimiento Arts and Crafts. Fundada en 1884 por Eglantyne Louisa Jebb, madre de las fundadoras de Save the Children, Dorothy y Eglantyne Jebby Louisa Wilkins, quien ayudó a fundar el Women's Land Army.

## Historia
El nombre inicial, modificado en 1885, fue "Cottage Arts Association".Jebb se inspiró en una iniciativa de Charles Godfrey Leland en Filadelfia. 
Otro miembro destacado fue la diseñadora Mary Fraser Tytler. La organización buscaba recuperar las diversas artesanías tradicionales del ámbito rural amenazadas por la mecanización de la producción y por la creciente urbanización. De acuerdo con el pensamiento de John Ruskin y con la filosofía de Arts and Crafts, los partidarios creían que el florecimiento de la artesanía tradicional ayudaba a sostener las comunidades rurales y proporcionaba a los trabajadores una satisfacción personal mucho mayor que la que era posible para quienes trabajaban en las fábricas. La Asociación financió escuelas y trabajó en la promoción de rprofesionales de la artesanía. En 1889, tenía 450 clases,1.000 docentes y 5.000 alumnos.
La primera de las exposiciones anuales de la Asociación tuvo lugar en julio de 1885. Debido a su extensión, tres años más tarde, en 1888, se tuvo que celebrar en el Royal Albert Hall. Se mantuvo la celebración anual hasta el 1913. En 1890, la Asociación trasladó sus oficinas al Hall, como inquilino, y continuó su labor de financiación de escuelas y de promoción de la artesanía.
En 1904, el Art Workers Quarterly publicó que la Asociación «es una sociedad para enseñar a las clases trabajadoras artesanías como tallado de madera, marquetería, repujado de metal, cestería, trabajo en cuero, encuadernación de libros, y para fomentar estas y otras artesanías tales como encaje, bordado, hilado, tejido, cerámica, etc., por medio de una exposición anual».